# Fernando J. Corbató

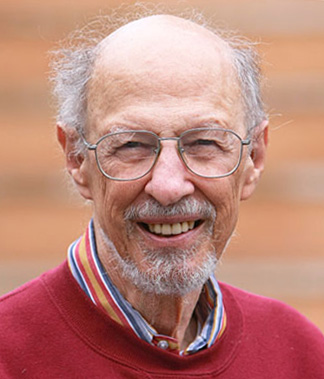
Fernando J. Corbató

Fernando J. Corbató (Oakland, 1 juli 1926 – Newburyport, 12 juli 2019) was een Amerikaanse informaticus, die als pionier op het gebied van timesharingbesturingssystemen geldt. In 1990 kreeg hij voor zijn werk op dit gebied een Turing Award.

## Levensloop
Fernando J. Corbató werd in 1926 geboren in Oakland, Californië. Zijn vader doceerde Spaanse literatuur aan de UCLA in Los Angeles. Toen de Tweede Wereldoorlog uitbrak meldde hij zich als 17-jarige aan bij de marine, waar hij elektricien werd.
Na de oorlog ging hij natuurkunde studeren aan het California Institute of Technology (Caltech). In 1950 studeerde hij af met een bachelortitel. Daarna verhuisde hij naar het Massachusetts Institute of Technology (MIT), waar hij in 1956 promoveerde. Tijdens zijn promotieonderzoek kwam Corbató in aanraking met computers, en na zijn promotie werd hij lid van MIT's Computation Center. 
In 1965 werd Corbató hoogleraar.

## Werk
Eind jaren vijftig werden computerprogramma's voor verschillende mensen nog na elkaar uitgevoerd. Als een MIT-wetenschapper een programma wilde uitvoeren, stuurde hij of zij een verzoek aan het Computation Center, dat het programma dan inplande en, zodra er een plaats vrij was, uitvoerde. De wetenschapper moest soms een paar dagen op het resultaat wachten. Een alternatief dat door verschillende mensen, onder wie John McCarthy, was voorgesteld, was timesharing, waarbij verschillende mensen van dezelfde computer gebruik konden maken. Corbató werkte dit idee uit en hielp mee CTSS (Compatible Time-Sharing System), het eerste timesharingbesturingssysteem, en later Multics te ontwikkelen.

## Prijzen
In 1990 kreeg Corbató voor zijn werk op het gebied van timesharing een Turing Award.